# União Democrática Popular

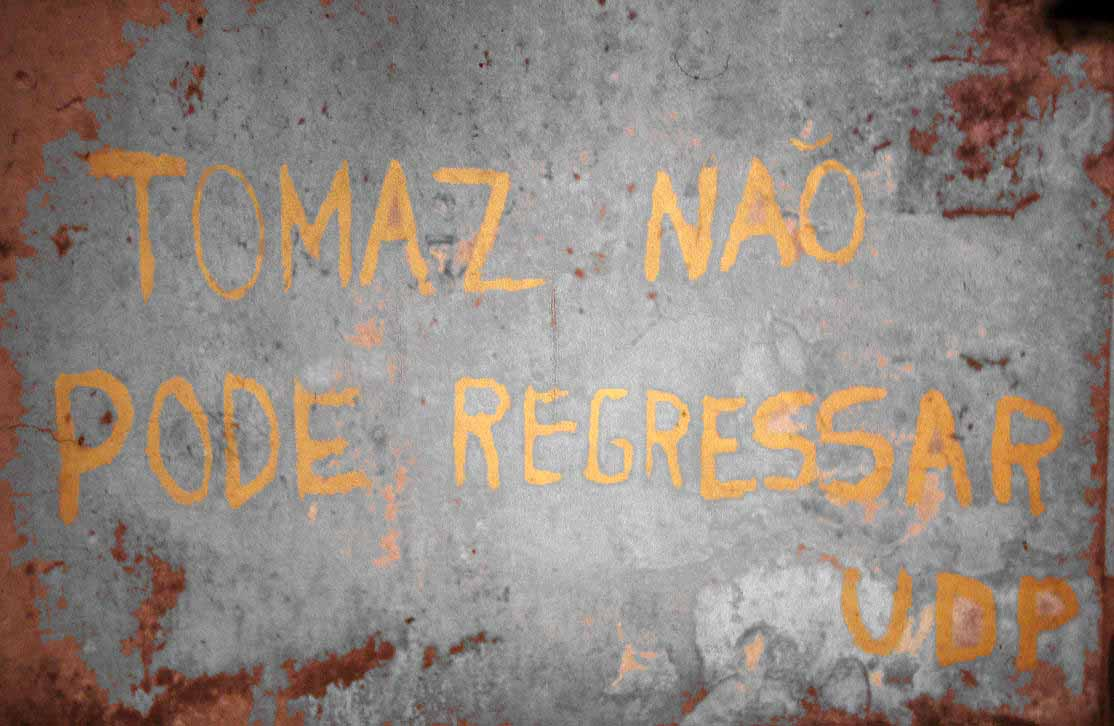
Mural da UDP de 1978.

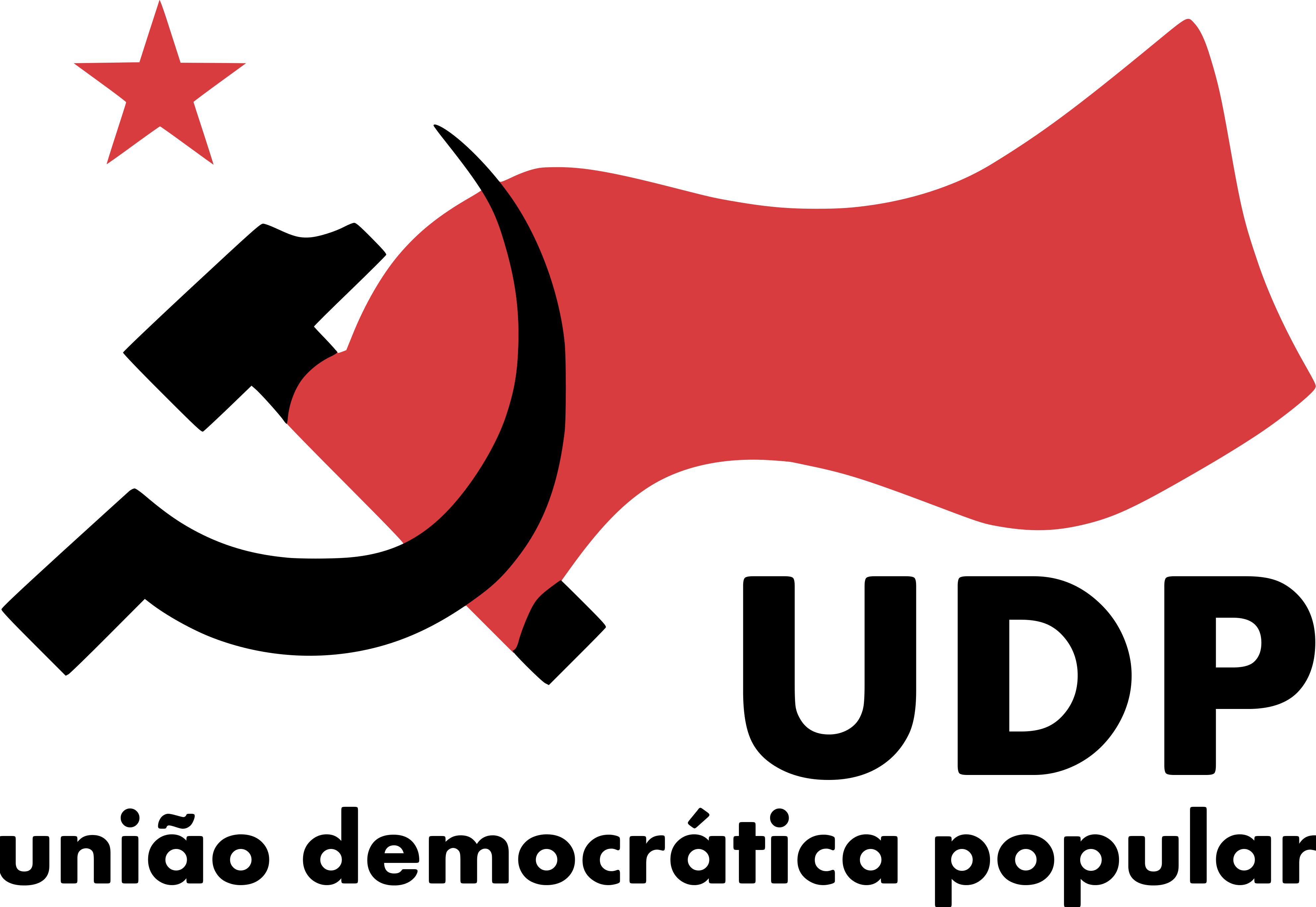
Símbolo da UDP em 1975

A União Democrática Popular (UDP) foi um partido político marxista que nasceu em 1974 e que, em 1999, juntamente com o Partido Socialista Revolucionário e a Política XXI, esteve na origem da criação do Bloco de Esquerda.

## Origens
A União Democrática Popular  formou-se em 16 de dezembro de 1974, a partir de 3 grupos marxistas-leninistas, o Comité de Apoio à Reconstrução do Partido Marxista-Leninista (CARP ML), surgido depois de 1974, os Comités Comunistas Revolucionários Marxistas-Leninistas (CCRML), criados em 1970 a partir de uma cisão do CM-LP e que se assumiam como seus verdadeiros sucessores, e a Unidade Revolucionária Marxista-Leninista (URML), surgida em 1971, e que teve uma breve aproximação aos trotskistas.
Teve o seu I Congresso em 9 de março de 1975. A sua linha ideológica era genericamente tida por maoísta, elegendo como regime de eleição do leste europeu a Albânia.  Afirmava-se como uma organização de massas, revolucionária e de luta. Em congresso, fez questão de se distinguir claramente do PCP, do MRPP, e de outros partidos de extrema esquerda bem como das suas práticas. Nesse primeiro congresso, teve intervenções de João Pulido Valente, de António Linhaça, poeta e metalúrgico, Eduardo Pires e José Mário Branco. Nessa altura a UDP defendia ser uma organização de messas independente dos EUA e URSS, os saneamentos e o combate  ao fascismo, à burguesia e ao Partido Comunista Português, Elegeu um deputado para a Assembleia Constituinte (Portugal) em 25 de Abril de 1975, o operário da Lisnave Américo Duarte, após Pulido Valente, um dos fundadores do CM-LP em 1964, ter sido barrado do cargo por ter visitado um preso político de então, Jorge de Brito, que fora seu amigo de infância e que por sinal era banqueiro. Américo Duarte que foi o primeiro deputado a falar na Assembleia Constituinte, apelidaria os deputados como um "bando de lacraus". Mais tarde, viria ser substituído pelo músico Afonso Dias que irá votar a favor da Constituição de 1976.
Em 1976, nas eleições para a 1ª Assembleia Legislativa foi eleito como deputado Acácio Barreiros, um ex-estudante de engenharia que vinha dos CCRM-L e que mais tarde aderiria ao Partido Socialista de que viria também a ser deputado, na III, VI, VII, VIII e IX legislaturas . Em 1976 participa como principal força política num movimento revolucionário unitário de apoio à candidatura presidencial de Otelo Saraiva de Carvalho, que chega a obter 16,5% dos votos nacionais, movimento que tenta persistir depois das presidenciais concorrendo com os GDUPs às autárquicas de Dezembro de 1976 (apenas 2,51%). Em 1977, após estes resultados menos animadores das autárquicas, o partido (GDUP) cessou a sua actividade política. Nas eleições de 1979, a UDP elege Mário Tomé como deputado à Assembleia da República.
Em 1983 apresenta-se às eleições legislativas coligada com o Partido Socialista Revolucionário, após profundas cisões no interior do PC(R) de que a UDP se pretendia a "frente de massas" e que levaram ao afastamento de Acácio Barreiros, João Carlos Espada, José Manuel Fernandes e outros, no rescaldo do fim da Revolução. Só voltará a ter representação parlamentar no período 1991-95, fruto de um acordo com o PCP que leva Mário Tomé de novo à Assembleia da República.
Na Assembleia Legislativa da Região Autónoma da Madeira, o partido consegue em várias ocasiões eleger deputados, conquistando um pequeno eleitorado de agricultores e trabalhadores do sector do artesanato, tendo tido em Paulo Martins o seu principal dirigente regional.
Em 1998, o então secretário-geral da UDP Luís Fazenda entra em contacto com Fernando Rosas (independente), Francisco Louçã (PSR), Miguel Portas (Política XXI), iniciando o processo que levou à fusão daqueles três partidos de esquerda, todos eles defensores do socialismo em liberdade e "críticos das experiências soviéticas e outras" do socialismo real, e de muitos independentes de esquerda num novo partido: o Bloco de Esquerda, em 28 de fevereiro de 1999.

## Atualidade
O XVII Congresso da UDP, realizado a 2 e 3 de abril de 2005, aprovou e formalizou a passagem do partido a associação política, tendo sido eleito Pedro Soares presidente da direcção da associação. A associação política UDP continua a editar a revista A Comuna, fundada pela UDP em 2003.
Entre 2010 e 2015, Joana Mortágua (n. 1986) foi presidente da direcção nacional. Atualmente membro da Comissão Permanente do Bloco de Esquerda, Joana Mortágua foi cabeça de lista do BE no círculo eleitoral de Évora nas Legislativas de 2009 e é membro da sua Comissão Política. No 36º aniversário da UDP, em 2010, num discurso chamado Desenvolver o Marxismo, Joana Mortágua sublinhou o papel da associação política UDP: "O nosso partido é o Bloco de Esquerda. A única razão da UDP é o Marxismo. (...) Tirem-lhe a Comuna e a formação ideológica e a UDP terá desaparecido."
Atualmente a UDP não é uma tendência do Bloco de Esquerda. O órgão máximo da UDP declarou em 2013: “Há muito que a UDP abdicou de agir organizadamente na vida quotidiana do Bloco. Esse caminho é para ser prosseguido” (Conferência Nacional Extraordinária “Marxistas também amanhã”, Lisboa, 24 de fevereiro de 2013). Confirmando dessa forma as decisões da 7ª Conferência Nacional da UDP (2012), onde se assumiu claramente que a associação comunista UDP não tinha como função ou desígnio exercer “disciplina de voto” no Bloco de Esquerda. “A UDP não desiste nem se transmuta em qualquer tendência do Bloco de Esquerda, nem lhe cabe apoiar organizadamente quaisquer tendências que nele se venham a constituir” foi o veredito do órgão máximo da associação em 2013 nas “Dez teses sobre a UDP e o Bloco no tempo das Tendências” (8ª Conferência Nacional da UDP, Almada, 7 e 8 de dezembro de 2013).
Aquando da eleição do atual presidente Mário Durval, em 2015, a associação comunista UDP assume como tarefa que "deve prosseguir o caminho da divulgação do marxismo e da sua história", nomeadamente através da revista A Comuna e da "organização de colóquios sobre atualidade do marxismo e a história do movimento operário" (A afirmação do Ideal Comunista no confronto com a Austeridade. 9ª Conferência Nacional da UDP. Lisboa, 12 de abril de 2015).

## Resultados Eleitorais

### Eleições legislativas
| Data | Líder               | Cl.             | Votos           | %               | +/-             | Deputados | +/-     | Status            | Notas |
| ---- | ------------------- | --------------- | --------------- | --------------- | --------------- | --------- | ------- | ----------------- | --- |
| 1975 | João Pulido Valente | 8.º             | 44 877          | 0,79 / 100,00   |                 | 1 / 250   |         |                   | |
| 1976 | Acácio Barreiros    | 5.º             | 91 690          | 1,67 / 100,00   | 0,88            | 1 / 263   | Estável | Oposição          | |
| 1979 | Mário Tomé          | 4.º             | 130 842         | 2,18 / 100,00   | 0,51            | 1 / 250   | Estável | Oposição          | |
| 1980 | Mário Tomé          | 4.º             | 83 204          | 1,38 / 100,00   | 0,80            | 1 / 250   | Estável | Oposição          | |
| 1983 | Mário Tomé          | Aliança com PSR | Aliança com PSR | Aliança com PSR | Aliança com PSR | 0 / 250   | 1       | Extra-parlamentar | |
| 1985 | Mário Tomé          | 6.º             | 73 401          | 1,27 / 100,00   |                 | 0 / 250   | Estável | Extra-parlamentar | |
| 1987 | Mário Tomé          | 6.º             | 50 717          | 0,89 / 100,00   | 0,38            | 0 / 250   | Estável | Extra-parlamentar | |
| 1991 | Mário Tomé          | 12.º            | 6 157           | 0,11 / 100,00   | 0,78            | 1 / 230   | 1       | Oposição          | Nas listas do PCP. Os resultados apresentados são apenas referentes a Lisboa, onde o partido concorreu isolado. |
| 1995 | Mário Tomé          | 7.º             | 33 876          | 0,57 / 100,00   | 0,46            | 0 / 230   | 1       | Extra-parlamentar | |

### Eleições europeias
| Data | Cabeça de Lista | Cl. | Votos  | %             | +/-  | Deputados | +/-     |
| ---- | --------------- | --- | ------ | ------------- | ---- | --------- | ------- |
| 1987 |                 | 7.º | 52 835 | 0,94 / 100,00 |      | 0 / 24    |         |
| 1989 | Luís Fazenda    | 7.º | 45 017 | 1,08 / 100,00 | 0,14 | 0 / 24    | Estável |
| 1994 | Carlos Marques  | 6.º | 18 884 | 0,62 / 100,00 | 0,46 | 0 / 25    | Estável |

### Eleições presidenciais
| Data | Candidato apoiado           | 1ª Volta                 | 1ª Volta                 | 1ª Volta                 | 2ª Volta                 | 2ª Volta                 | 2ª Volta                 | Notas                                           |
| Data | Candidato apoiado           | Cl.                      | Votos                    | %                        | Cl.                      | Votos                    | %                        | Notas                                           |
| ---- | --------------------------- | ------------------------ | ------------------------ | ------------------------ | ------------------------ | ------------------------ | ------------------------ | ----------------------------------------------- |
| 1976 | Otelo Saraiva de Carvalho   | 2.º                      | 792 760                  | 16,46 / 100,00           |                          |                          |                          |                                                 |
| 1980 | Nenhum candidato apoiado    | Nenhum candidato apoiado | Nenhum candidato apoiado | Nenhum candidato apoiado | Nenhum candidato apoiado | Nenhum candidato apoiado | Nenhum candidato apoiado | Nenhum candidato apoiado                        |
| 1986 | Maria de Lurdes Pintassilgo | 4.º                      | 418 961                  | 7,38 / 100,00            |                          |                          |                          |                                                 |
| 1991 | Carlos Marques              | 4.º                      | 126 581                  | 2,57 / 100,00            |                          |                          |                          |                                                 |
| 1996 | Alberto Matos               |                          |                          |                          |                          |                          |                          | Alberto Matos desistiu a favor de Jorge Sampaio |

### Eleições autárquicas
| Data | Cl.                                     | Votos                                   | %                                       | +/-                                     | Presidentes CM                          | +/-                                     | Vereadores                              | +/-                                     | Assembleias Municipais                  | +/-                                     | Assembleias de Freguesias               | +/-                                     |
| ---- | --------------------------------------- | --------------------------------------- | --------------------------------------- | --------------------------------------- | --------------------------------------- | --------------------------------------- | --------------------------------------- | --------------------------------------- | --------------------------------------- | --------------------------------------- | --------------------------------------- | --------------------------------------- |
| 1976 | Grupos Dinamizadores de Unidade Popular | Grupos Dinamizadores de Unidade Popular | Grupos Dinamizadores de Unidade Popular | Grupos Dinamizadores de Unidade Popular | Grupos Dinamizadores de Unidade Popular | Grupos Dinamizadores de Unidade Popular | Grupos Dinamizadores de Unidade Popular | Grupos Dinamizadores de Unidade Popular | Grupos Dinamizadores de Unidade Popular | Grupos Dinamizadores de Unidade Popular | Grupos Dinamizadores de Unidade Popular | Grupos Dinamizadores de Unidade Popular |
| 1979 | 6.º                                     | 53 076                                  | 1,29 / 100,00                           |                                         | 0 / 305                                 |                                         | 3 / 1 900                               |                                         | 58 / 9 703                              |                                         | 55 / 40 110                             |                                         |
| 1982 | 6.º                                     | 31 567                                  | 0,62 / 100,00                           | 0,67                                    | 0 / 305                                 | Estável                                 | 3 / 1 909                               | Estável                                 | 21 / 9 897                              | 37                                      | 30 / 41 636                             | 25                                      |
| 1985 | 6.º                                     | 28 701                                  | 0,59 / 100,00                           | 0,03                                    | 0 / 305                                 | Estável                                 | 3 / 1 975                               | Estável                                 | 14 / 6 672                              | 7                                       | 26 / 31 941                             | 4                                       |
| 1989 | 11.º                                    | 15 876                                  | 0,33 / 100,00                           | 0,26                                    | 1 / 305                                 | 1                                       | 4 / 1 907                               | 1                                       | 14 / 6 753                              | Estável                                 | 30 / 33 000                             | 4                                       |
| 1993 | 11.º                                    | 8 161                                   | 0,15 / 100,00                           | 0,18                                    | 0 / 305                                 | 1                                       | 0 / 2 015                               | 4                                       | 2 / 6 769                               | 12                                      | 2 / 33 458                              | 28                                      |
| 1997 | 8.º                                     | 21 079                                  | 0,39 / 100,00                           | 0,24                                    | 0 / 305                                 | Estável                                 | 0 / 2 021                               | Estável                                 | 2 / 6 807                               | Estável                                 | 6 / 33 953                              | 4                                       |

| Municípios | 1979  | 1979 | 1982  | 1982 | 1985  | 1985 | 1989  | 1989 | 1993 | 1997 |
| ---------- | ----- | ---- | ----- | ---- | ----- | ---- | ----- | ---- | ---- | ---- |
| Machico    | 3 / 7 | 2.º  | 3 / 7 | 2.º  | 3 / 7 | 2.º  | 4 / 7 | 1.º  |      |      |

### Eleições regionais

#### Região Autónoma dos Açores
| Data | Líder         | Cl.           | Votos         | %             | +/-           | Deputados     | +/-           | Status            |
| ---- | ------------- | ------------- | ------------- | ------------- | ------------- | ------------- | ------------- | ----------------- |
| 1980 |               | 6.º           | 1 924         | 1,60 / 100,00 |               | 0 / 43        |               | Extra-parlamentar |
| 1984 |               | 6.º           | 1 286         | 1,21 / 100,00 | 0,39          | 0 / 44        | Estável       | Extra-parlamentar |
| 1988 |               | 6.º           | 815           | 0,77 / 100,00 | 0,44          | 0 / 51        | Estável       | Extra-parlamentar |
| 1992 | Não concorreu | Não concorreu | Não concorreu | Não concorreu | Não concorreu | Não concorreu | Não concorreu | Não concorreu     |
| 1996 |               | 5.º           | 983           | 0,87 / 100,00 |               | 0 / 52        |               | Extra-parlamentar |

#### Região Autónoma da Madeira
| Data | Líder         | Cl. | Votos | %             | +/-  | Deputados | +/-     | Status   | Notas |
| ---- | ------------- | --- | ----- | ------------- | ---- | --------- | ------- | -------- | ----- |
| 1976 | Paulo Martins | 4.º | 5 466 | 5,10 / 100,00 |      | 2 / 41    |         | Oposição |       |
| 1980 | Paulo Martins | 4.º | 6 804 | 5,48 / 100,00 | 0,38 | 2 / 44    | Estável | Oposição |       |
| 1984 | Paulo Martins | 4.º | 6 668 | 5,51 / 100,00 | 0,03 | 2 / 50    | Estável | Oposição |       |
| 1988 | Paulo Martins | 4.º | 9 687 | 7,73 / 100,00 | 1,71 | 3 / 53    | 1       | Oposição |       |
| 1992 | Paulo Martins | 4.º | 6 053 | 4,63 / 100,00 | 3,10 | 2 / 57    | 1       | Oposição |       |
| 1996 | Paulo Martins | 5.º | 5 485 | 4,03 / 100,00 | 0,60 | 1 / 59    | 1       | Oposição |       |
| 2000 | Paulo Martins | 4.º | 6 210 | 4,79 / 100,00 | 0,76 | 2 / 61    | 1       | Oposição |       |

## Congressos nacionais
| #    | Localidade | Dia(s)                   | Refs.         |
| ---- | ---------- | ------------------------ | ------------- |
| I    | Montijo    | 9 de março de 1975       | [ 22 ] [ 23 ] |
| II   | Montijo    | 20 e 21 de março de 1976 | [ 24 ]        |
| IV   | Lisboa     | 18 a 20 de abril de 1980 | [ 25 ]        |
| VIII | Lisboa     | 8 e 9 de abril de 1989   | [ 26 ] [ 27 ] |
| IX   | Lisboa     | 13 de dezembro de 1992   | [ 28 ]        |

## Secretários-gerais
- Mário Tomé
- Luís Fazenda

## Documentos
- Programa eleitoral de 1979